# ユルギタ・シュトレイミキーテ
ユルギタ・シュトレイミキーテ（Jurgita Štreimikytė-Virbickienė、1972年5月14日 - ）は、リトアニアの元女子プロバスケットボール選手。現役時代はフォワードとしてWNBAのインディアナ・フィーバー、またカウナス、ヴィランシエンヌ・オリンピック、コメンセなどで女子ユーロリーグにも出場した。
リトアニア代表として1997ユーロバスケットで優勝。2006世界選手権後に代表引退。
2010年現役引退、カウナスのセカンドコーチに就任。

## 選手経歴
- ヴィリニュス・テレリナ（リトアニア語版） (1992–1993)
- カウナス・ライスヴェ (1993–1994)
- ヴィランシエンヌ・オリンピック（英語版） (1994–98)
- コメンセ（英語版） (1998–2002)
- ヴィリニュス・リエトゥヴォス・テレコマス（リトアニア語版） (2003–2006)
- ヴィリニュス・TEO（リトアニア語版） (2006–2009)
- インディアナ・フィーバー (2000–01, 2005)
- ショプロン・バスケット（英語版） (2004)
- スパルタク・ヴィドノエ（英語版） (2009)